# 아듀 라미
아듀 라미(Adieu L'Ami, Farewell, Friend)는 프랑스에서 제작된 장 허먼 감독의 1968년 액션, 모험 영화이다. 알랭 들롱 등이 주연으로 출연하였고 세르지 실버맨 등이 제작에 참여하였다.

## 출연

### 주연
- 알랭 들롱
- 찰스 브론슨

### 조연
- 올가 조지스-피코
- 베르나르 프레송